# Las Canalejas
Las Canalejas är en ort i Mexiko.   Den ligger i kommunen Petatlán och delstaten Guerrero, i den södra delen av landet, 290 km sydväst om huvudstaden Mexico City. Las Canalejas ligger 346 meter över havet och antalet invånare är 127.
Terrängen runt Las Canalejas är kuperad norrut, men söderut är den bergig. Las Canalejas ligger nere i en dal. Runt Las Canalejas är det glesbefolkat, med 19 invånare per kvadratkilometer. Närmaste större samhälle är Las Mesas, 12,7 km söder om Las Canalejas. I omgivningarna runt Las Canalejas växer i huvudsak städsegrön lövskog.